# 1992年—1993年阿布哈兹战争
1992年－1993年阿布哈兹战争（阿布哈兹称阿布哈兹卫国战争）是一场主要由格鲁吉亚政府军与阿布哈茲分离主义势力、俄罗斯武装部队和北高加索武装分子参加的战争。居住在阿布哈兹的格鲁吉亚族人主要与格鲁吉亚政府军一起作战。阿布哈兹人口中的的亚美尼亚人和俄罗斯人在很大程度上支持阿布哈兹人，分离主义分子得到了数千名北高加索和哥萨克武装分子以及驻扎在阿布哈兹及其附近的俄罗斯部队的支持。
交戰雙方互相指控對方犯下严重的侵犯人权的暴行，在1993年9月27日阿布哈兹占领苏呼米之后當地對格鲁吉亚族人进行种族清洗。联合国于1993年10月派出的调查团表示阿布哈兹人和格鲁吉亚人均犯下多起严重侵犯人权行为。据称，约有5,000名格鲁吉亚人和4,000名阿布哈兹人被杀或失踪，250,000名格鲁吉亚人沦为国内流离失所者或难民。
战争严重影响了苏联解体后的格鲁吉亚，使格鲁吉亚遭受了巨大的经济、人力损失。战斗和随后持续的零星冲突也对阿布哈兹造成了极大的损失。

## 战争

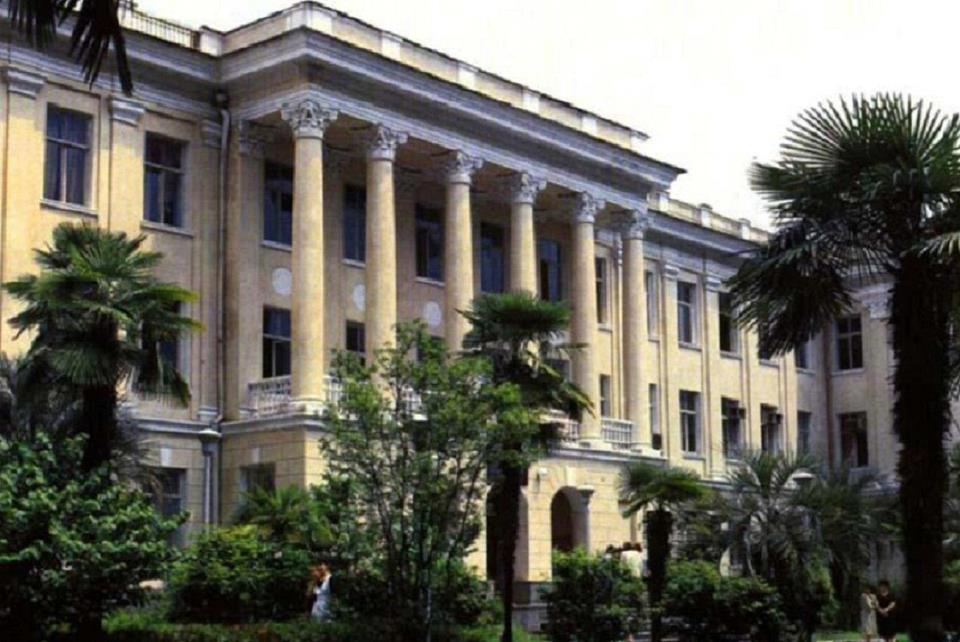
阿布哈兹国立大学大楼（于2013年拍摄）。

阿布哈兹的局势自1980年代末以来一直紧张，当时格鲁吉亚的反苏反对派开始要求脱离苏联独立。1989年3月，阿布哈兹民族主义者在《雷赫尼宣言》中要求正式建立一个单独的苏维埃社会主义共和国（1925年至1931年期間存在一個以阿布哈兹人為主的阿布哈兹苏维埃社会主义共和国）並邀請苏呼米国立大学校长在宣言上签署。该大学的格鲁吉亚族学生對此不滿並發起抗议，然而学生们的抗议活动被格鲁吉亚政府下令禁止，他们的集会也遭到了阿布哈兹人的袭击。格鲁吉亚反苏维埃运动組織对这一事件感到愤怒，并将格鲁吉亚族学生反对阿布哈兹独立的口号列入第比利斯数千名格鲁吉亚示威者的口号清单中。作为对抗议的回应，蘇聯當局派出苏联军队前往第比利斯镇压抗议，导致了4月9日惨案。後來格鲁吉亚政府又決定在苏呼米国立大学格鲁吉亚語系的基礎上成立第比利斯国立大学苏呼米分校。 阿布哈兹人强烈反对這個決定，并把它看作是格魯吉亞當局扩大统治地位的工具。尽管苏联最高苏维埃认为格鲁吉亚政府創辦新分校的做法不合法，但該分校的入学考试还是定于7月15日举行。7月16日至17日，阿布哈兹和格鲁吉亚人在苏呼米发生了第一次武装冲突。据官方报道，此次衝突共造成18人死亡，至少448人受伤，他们当中有302人是格鲁吉亚人。作为回应，政府派出部队来平息骚乱。
1990年7月，由于格鲁吉亚和阿布哈茲在军事上都没有足够實力来解决阿布哈茲分裂問題，格鲁吉亚与阿布哈兹的对立在很大程度上需要由立法机构來解決。不過此時苏联政府本身就处于崩溃的边缘，所以蘇聯當局在預防民族冲突方面几乎没有什麼作為。而此時格魯吉亞的立法機構席位分配是在1991年阿布哈兹新联盟条约公投之前確立的，这导致了格魯吉亞議會席位分配不能准确反映格魯吉亞人口的民族構成。因此在格魯吉亞議會65个席位中，阿布哈兹人（占人口的17%）获得了28个席位；格鲁吉亚人（45%），获得了26个；其余11個席位分配給格魯吉亞境內的其他群体（亚美尼亚人、俄罗斯人；后者占人口的33%）。 

### 格鲁吉亚攻势

1992年8月至1992年10月的战况

1992年6月，阿布哈兹武装分子袭击了苏呼米的政府大楼。1992年7月23日，阿布哈兹分离主义政府宣布该地区独立，尽管这并未得到国际承认。1992年8月14日，格鲁吉亚警察和国民警卫队被派往阿布哈兹地區與阿布哈兹分离主义政府作戰。格鲁吉亚军队還释放了监狱中的一些囚犯，条件是他们要加入阿布哈兹的战斗並站在格魯吉亞這一邊。 1992年8月18日，分离主义政府从苏呼米逃到古達烏塔。格鲁吉亚政府军随后占领了阿布哈兹的大部分地区。剩下的阿布哈兹部队在奥恰姆奇拉区和特克瓦尔切利的部分地区以及古達烏塔被格鲁吉亚军队围困。

1992年8月22日，高加索山区人民联合会公布了其总统穆萨·沙尼博夫和议会主席伊苏夫·索斯兰别科夫的法令：
“由于没有其他办法让格鲁吉亚占领军撤出阿布哈兹领土，我们下令执行高加索山区民族联盟第十次会议的决定：
1. 联盟所有的成员都必须派遣志愿者到阿布哈兹境内對抗侵略者。
2. 联盟所有的军事编队都必须武裝反抗侵略阿布哈茲的敵人。
3. 宣布第比利斯为战区。在那可以使用包括恐怖行动在內的任何方式抵抗侵略者。
4. 宣布联盟领土上的所有格鲁吉亚人可作为人质。
5. 运往格鲁吉亚的所有类型的货物均应扣留。”

8月25日，格鲁吉亚军事指挥官乔治·卡尔卡拉什维利通过电视宣布，格鲁吉亚军队不會把任何人當成战俘。他承诺不会伤害阿布哈兹主張和平的人民，并将与其进行和平谈判。他警告阿布哈茲分裂勢力，如果和谈不成功會导致100,000名格鲁吉亚人被杀，那么剩下支持阿布哈兹政治人物弗拉季斯拉夫·阿尔金巴的97,000名阿布哈兹族人将会被屠殺殆盡。 据称，卡尔卡拉什维利后来威胁弗拉季斯拉夫·阿尔金巴不要采取任何会使阿布哈兹民族斷子絕孫的舉動。
實際上交戰雙方都有殺戮行為，阿布哈兹人在格鲁吉亚境內流离失所，反之亦然。在阿布哈兹各地发生了许多侵犯人权的行为，主要是抢劫、掠夺和其他非法行为，以及劫持人质和其他违反人道主义的行为。
格鲁吉亚军队占领苏呼米后被指控掠夺、抢劫、袭击和谋杀阿布哈茲人。 除了抢劫之外，据一些报道称，阿布哈兹文化古迹也被破坏。大学被洗劫一空，博物馆和其他文化收藏品被破坏。阿布哈兹国家档案馆被格鲁吉亚军队烧毁。据称，当地消防员根本就沒打算扑灭大火。 来自苏呼米的一个阿布哈兹难民家庭声称，喝醉的格鲁吉亚军队闯入他们的公寓，並且還開槍射擊，并警告他们“要滾出苏呼米，因为苏呼米是格鲁吉亚人的領土”。 据家人们说，格鲁吉亚士兵偷走了珠宝，袭击了屋主，然后把他们全扔到街上。这些目击者表示，尽管战斗在几天前已经结束，但包括妇女和老人在内的死去的阿布哈兹平民的尸体依然散落在街上。

### 停火和加格拉的沦陷

1992年10月至1993年8月的戰事

1992年9月3日，双方在莫斯科谈判后停火。根据协议规定，格鲁吉亚军队要从加格拉地区撤出。阿布哈兹也要执行协议并离开战场。结果阿布哈兹一方很快违反了停战协议。阿布哈兹此時有数千名志愿军，他们主要来自于军事化的高加索山区人民联盟（CMPC） ，此外还有车臣人和哥萨克人加入阿布哈兹军队，並且該軍隊還擁有T-72坦克、BM-21 Grad火箭发射器、Sukhoi Su-25 战斗机和直升机。
格鲁吉亚指责俄罗斯为阿布哈兹提供了这些武器，因为阿布哈兹以前从未使用过此類武器。10月1日阿布哈兹和 CMPC 部队一同袭击了加格拉镇。留在该镇的格鲁吉亚小部队暂时撤出，然后他们重新集结并夺回了该镇。阿布哈兹和CMPC部队重新整合并发动了另一次攻击，于10月2日又占领了加格拉。俄罗斯海军派出海军舰艇“SKP-Bezukoriznenniy”、“KIL-25”、“BTH-38”、“BM-66”、“Golovin”、“登陆艇345”、“航空机529”（“SU-25”“SU-27”）、“MI-和防空643”封锁加格拉附近的海港。阿布哈兹的炮兵和装甲兵团由俄罗斯联邦国防部第一副部长G. Kolesnikov指挥。俄罗斯油轮“唐”号向阿布哈茲分離分子控制的古達烏塔运送了420吨燃料。

数以千计的格鲁吉亚士兵和平民逃往北方，进入俄罗斯，然后又回到到格鲁吉亚本土。而留在加格拉的格魯吉亞人被强行驱逐和屠杀，共有429人被杀。一位格鲁吉亚的女子在回忆她的丈夫被折磨并活埋时说：
我的丈夫被人拖走，绑在了树上。一个名叫卓雅·茨维巴的阿布哈兹女人带着一个装满盐的陶壶走到了他的身前，拿着刀对着我的丈夫一阵乱捅。随后，她把壶里的盐撒到这些伤口上，之后便走开，之后的10分钟内无人管他。随后，他们强迫一名格鲁吉亚的小男孩用拖拉机在地上掘出一个洞；后来这个男孩也被杀害。再后，他们把我的丈夫活埋在了这个新挖出的洞中；我现在只记得他在即将完全被埋时、透过沙土传来的呼喊声：“亲爱的！孩子就交给你了！”

车臣人和其他北高加索人士兵在当地体育场围捕格魯吉亞士兵和平民并处决他们。一些人被斩首，他们的头被砍下來當作足球來踢。2001年，弗拉基米尔·普京在谈到格鲁吉亚不願意協助俄羅斯打击车臣激进分子时提到了这一点，
“格鲁吉亚当局似乎已经忘记了在阿布哈兹危机期间，车臣恐怖分子將格鲁吉亚人的头颅當作足球來踢。是的，不幸的是，这是事实。”
阿布哈兹军队在很大程度上得到了俄罗斯的支持，並在此後控制了加格拉、古道塔和特克瓦尔切利，并迅速逼近苏呼米。許多被迫逃亡的格鲁吉亚人穿越陆地边界逃往俄罗斯或經由俄罗斯海军撤离當地。

### 轰炸和围攻苏呼米

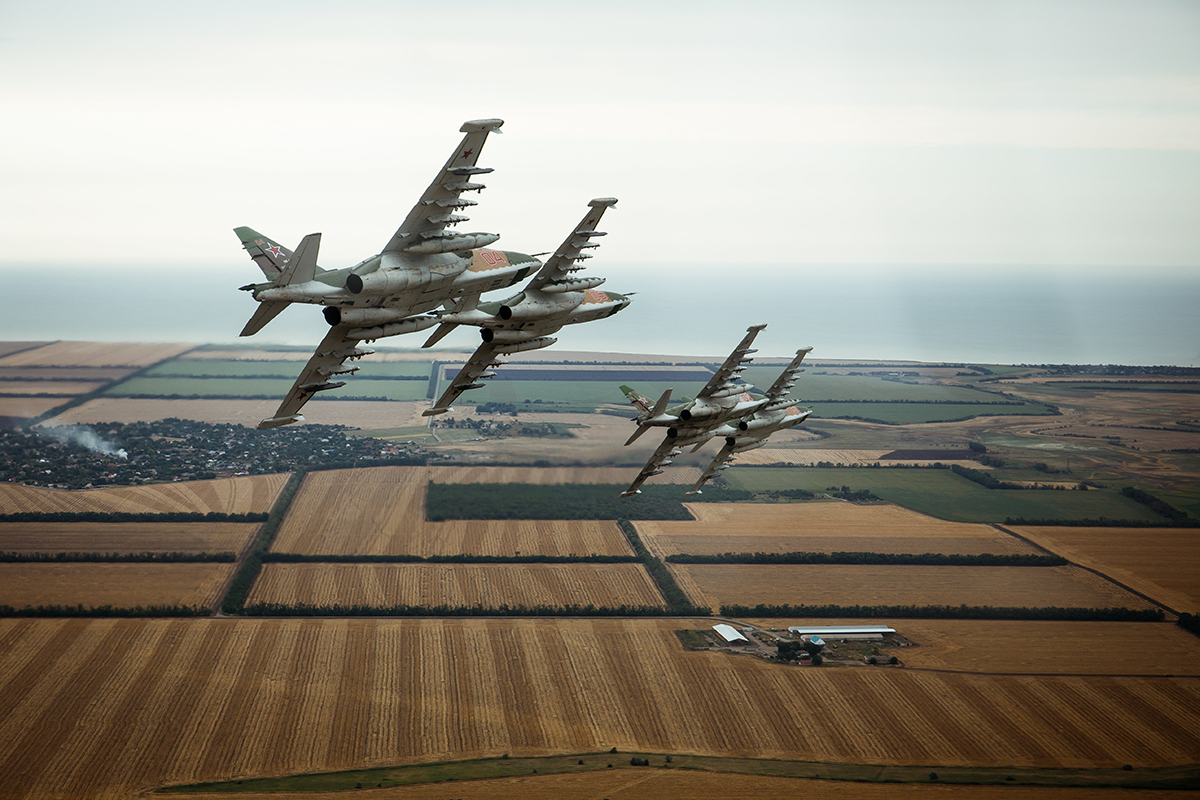
Su-25

1992年12月，阿布哈兹的军队開始炮擊格鲁吉亚控制下的苏呼米。1993年3月4日，时任格鲁吉亚议会首脑的艾杜瓦尔·舍瓦尔德纳泽抵达苏呼米地区，指挥该城市的防御行动；时任经济部长的贝斯兰·柯巴赫亚也在之后到达了苏呼米，並准备与果加·哈因德拉瓦进行谈判。柯巴赫亚认为，一旦舍瓦尔德纳泽選擇撤军，分裂势力的首脑阿尔津巴也会撤退。事与愿违的是，阿布哈兹方面从来没有表现出从格鲁吉亚撤退的意愿。舍瓦尔德纳泽发布了《关于保卫奥恰姆奇拉和苏呼米地区的措施》的命令，其中指出：“有軍隊正在古達烏塔和古米斯塔地区集結。根據我们掌握的消息，那些军队的目标是夺取苏呼米，並且要给整个格鲁吉亚带来混乱和动荡。” 2月10日，他任命古拉姆·加比斯基里亚为苏呼米市长。与此同时，格鲁吉亚议会发表正式声明，指责俄罗斯侵略格鲁吉亚，并要求所有俄罗斯军队撤出阿布哈兹领土。
1993年3月16日上午6时至9时，阿布哈兹和其盟友军队对苏呼米发动了全面攻击，並造成严重破坏和平民伤亡。 凌晨2点，阿布哈兹方面开始炮击格鲁吉亚在古米斯塔河和苏呼米的阵地。当天晚些时候，几架俄罗斯Su-25攻擊機轟炸了苏呼米。一支俄罗斯特别分队和阿布哈兹以及CMPC军队他们渡过了古米斯塔河并占领了阿查达拉部分地区，但格鲁吉亚军队也成功地阻止了他们的進一步推進。
5月14日，双方达成协议，实现了短期的停火。7月2日，根据格鲁吉亚方面的统计，有近600名来自俄罗斯的空降兵在海军的帮助下在塔米西一带登陆；在此之后，俄军与格鲁吉亚军队双方展开了激烈的交火。这一战役也是整场战争期间规模最大的戰役；双方死伤共计有数百人。格鲁吉亚军队虽然起初节节败退，但之后很快又收复了先前的失地。至此，俄罗斯、阿布哈兹和哥萨克的联合军队在苏呼米地区仅攻占了阿哈尔申尼、古马和什罗马三个村落。

### 阿布哈兹对埃舍拉、古利普希、卡马尼和什罗马的攻势
古米斯塔河沿岸（苏呼米以北和以东）的村庄，如阿查达拉、卡马尼和什罗马，當地格鲁吉亚族人口稠密，具有重要战略意义。在试图从西部突袭苏呼米失败后，阿布哈兹及其盟友发动了对苏呼米北部和东部的进攻。1993年7月2日，在俄罗斯支持下，阿布哈兹及其盟友袭击了古米斯塔河上的村庄。由于格鲁吉亚方面没有预料到阿布哈兹会从苏呼米区北部或东部发起进攻，格鲁吉亚军队损失惨重，在遭到袭击后一小时内阵亡人数即多达500人。苏呼米周围的防线被阿布哈兹发动的攻势攻破。阿布哈兹、亚美尼亚、俄罗斯及北哥萨克联军在1993年7月5日攻占苏呼米三座村庄后，于7月9日在斯凡人、格鲁吉亚人聚居的卡马尼一带发动了最后一波攻势。村庄不久之后被占，随后其中的居民也被联军杀害。
此时，阿布哈兹分裂分子几乎占据了所有战略要地，开始围攻苏呼米。不久后，格鲁吉亚阿布哈兹国防委员会主席塔马兹·纳达雷什维利因身体不适辞职，由格鲁吉亚议会议员朱利·沙尔塔瓦继任。
1993年8月15日，希腊开展了一项名为“金羊毛行动”的人道主义行动，疏散了1,015名决定逃离阿布哈兹的希腊人。1992年，爱沙尼亚共和国同样通过三趟航班撤离了阿布哈兹的170名爱沙尼亚人（另一消息来源称，战争期间共有约400名爱沙尼亚人逃往爱沙尼亚）。

### 苏呼米的沦陷

1993年8月至1993年10月的战况

7月27日阿布哈兹与格鲁吉亚在索契达成了另一次由俄罗斯斡旋的停火协议，根据协议，格方开始从苏呼米撤出重炮、坦克和大部分军队。撤出的格鲁吉亚军队被俄罗斯军舰运送到波季，使得这座城市在军事上完全没有防御能力。平民继续在城市正常生活，在9月1日，当地的所有学校都重新开学。大多数国内流离失所者返回家园，苏呼米的生活恢复正常。据爱德华·谢瓦尔德纳泽表示，他相信叶利钦和俄罗斯的保证。然而在9月16日，阿布哈兹分离主义以格鲁吉亚未能遵守协议条款为由违反了协议并大举进攻苏呼米。在苏呼米被围困期间，俄罗斯战机向苏呼米的居民区和古米斯塔河沿岸的格鲁吉亚村庄投掷了云爆弹。
在12天对苏呼米的围攻中，苏呼米周围爆发了激烈的战斗，双方人员伤亡惨重。 留在城里的格鲁吉亚人们只能用步枪和其他轻武器来抵御阿布哈兹军队的重型火炮。

经过激烈的战斗，苏呼米于9月27日沦陷。爱德华·谢瓦尔德纳泽通过无线电向苏呼米民众呼吁：
亲爱的朋友们，苏呼米和格鲁吉亚的公民们！格鲁吉亚正面临着最艰难的日子，尤其是在苏呼米。分裂分子和侵略者攻入了这座城市。我为你的勇气感到骄傲……分离主义者和机会主义者将受到历史的審判……他们不希望格鲁吉亚人住在这个格鲁吉亚城市。他们中的许多人希望在这里重演加格拉的悲剧……我知道你们理解我们面临的挑战。我们知道現在的情况有多困难。许多人离开了这座城市，但你们为了苏呼米和格鲁吉亚而留在这里……我们都必须坚守阵地。我们必须拯救苏呼米。我想告诉你们，我们所有人——阿布哈兹政府、内阁、茹利·夏爾塔瓦先生、他的同事、苏呼米市和苏呼米区政府，都已准备好采取行动。敌人知道我们的准备，这就是为什么他们要以最残酷的方式战斗以摧毁我们心爱的苏呼米。我呼吁你们保持和平、坚韧和自制。我们必须在街上抵抗敌人，这是他们应得的。
阿布哈兹军队占领苏呼米后，对当地的居民展开了屠杀。 屠杀期间，包括古拉姆·加比斯基利亚、拉乌尔·艾什巴、久利·沙尔塔瓦在内的几乎所有支持格鲁吉亚一方且仍未离开苏呼米的阿布哈兹官员也均被杀害。

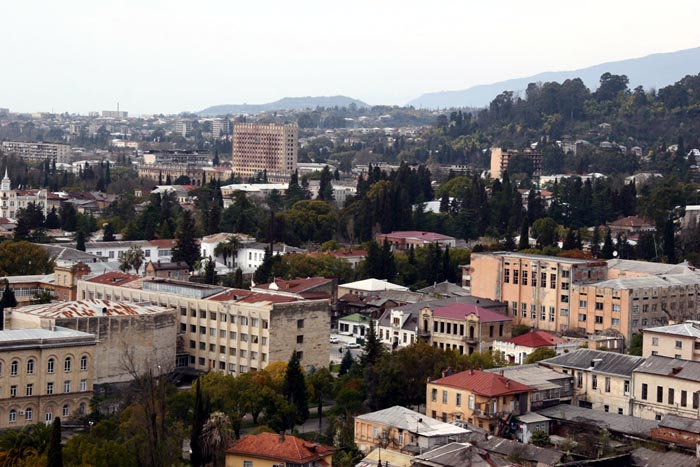
2006年的苏呼米，远处是在战争期间遭到严重破坏的阿布哈兹政府大楼

1994年的美国国家调查报告中，亦提到當時發生了不少惨无人道的行为。例如阿布哈兹分离主义势力杀害了许多格魯吉亞妇女、儿童和老人，将一些人扣为人质并折磨另一些人……他们还杀害了大量留在阿布哈兹占领区的格鲁吉亚平民。分离主义分子对占多数的格鲁吉亚人口发动了恐怖统治，其他民族也受到了影响。 据称，来自俄罗斯联邦的车臣人和其他北高加索人与当地的阿布哈兹军队一起犯下了暴行……那些逃离阿布哈兹的人後來指控阿布哈茲人犯下了不少暴行，其中就包括不分年龄或性别杀害平民。後來人們从阿布哈兹控制的领土上发现了不少尸体，說明當時確實有不少人生前受到過酷刑的虐待（人权观察现有的证据支持美国国务院的调查结果）。
不久，阿布哈兹军队和其盟友占领了阿布哈兹全境，但科多里河谷上游仍掌握在格鲁吉亚手中。

经历过战争的一名格鲁吉亚妇女在接受俄罗斯电影导演安德烈·涅克拉索夫采访时说：
当阿布哈兹人进入我家时，他们把我和我七岁的儿子带到了外面。在强迫我们跪下后，他们带走了我的儿子，并在我面前开枪。之后，他们抓住我的头发，把我带到附近的井里。一个阿布哈兹士兵强迫我往下看，在那里我看到三个年轻人和几个老妇人，他们赤身裸体地站在水里。他们在尖叫和哭泣，而阿布哈兹人则将尸体倒在他们身上。然后他们向那里投掷了一枚手榴弹，并把更多人丟下去。我被迫再次跪在死尸面前。一名士兵拿起他的刀，从我附近的一个死者身上取出了一只眼睛。然后他开始用那只眼睛揉着我的嘴唇和脸。我再也受不了了，晕了过去。他们把我留在一堆尸体堆里。
在苏呼米战役的最后阶段，阿布哈兹部队击落了三架属于泛格鲁吉亚航空的格鲁吉亚民用客机，造成136人死亡（其中一些是格鲁吉亚士兵）。
在战斗的最后几个小时，俄罗斯船只疏散了大量（约5,000名）格鲁吉亚平民和军人。

### 难民外流
苏呼米沦陷之后，上万人从苏呼米、加里和奧恰姆奇拉逃离；这些难民在之后的一段时间里备受严寒与雨雪天气的折磨，痛苦不堪。格鲁吉亚官方也未能及时安排当地居民的撤离工作；先前俄罗斯方面和乌克兰空军都曾组织过民众撤离，但仅撤出了一小部分。难民只能徒步穿过科多里、加里等已经被阿布哈兹分裂势力控制、不允許通过的地区；这让这些难民再次備受摧残。多数人在这段徒步的过程中饥寒交迫而最终丧命，而极少数的生还者最终在到达斯凡人的辖区后也被当地的犯罪团伙杀伤抢掠。这些生还者中有人事后回忆：
他们（阿布哈兹）想杀了我们所有格鲁吉亚人。所有的马路都被封锁了；山路成为了我们唯一的选择。这段苦行相当恐怖，没有人知道这条路在何处能到头，也没有人知道路上会发生什么。我们（难民）既有儿童，也有妇女和老人；所有人都不知道这些山路的终点是哪里，但也只能没日没夜地茫然前进。我们又冷又饿，甚至没有水喝……到一天将結束、所有人已经精疲力尽的时候，我们才会进行短暂的休息。要知道，在这里休息许久的话，死亡也就不远了；因此我们只好休息片刻后便继续行进。我附近的一些女人渐渐跟不上节奏，便也倒在路上，静待死亡。一路上我们看见了很多被冻死的人，他们都是因任由自己休息而最终送掉了自己的生命。我们继续向前走，但这也意味着我们随时都有可能丧命。一个小姑娘在最早开始逃难时便一直跟在我身边；此时的她已有身孕。在这条山路上，她的孩子成功诞生了；但到了第三天便死了。随后她便与我分开，我再也没有看见过她。最后我们终于到了斯凡人的山区；只有妇女和儿童才能住在他们的居民区里。那天稍晚的时候，终于有大巴车把我们接去了祖格迪迪。
根据美國聯邦政府国际关系委员会在1994年的人权报告显示，屡战屡胜的阿布哈兹分裂势力“拿着先前已经准备好的格鲁吉亚人名单在各已攻占的村落间穿梭，并将这些人的房屋焚毁、杀害了里面的居民”。虽然這一殺戮行徑主要針對的是格鲁吉亚人，但居住在这一带的阿布哈兹人有一些也未能幸免于难。

### 种族清洗运动

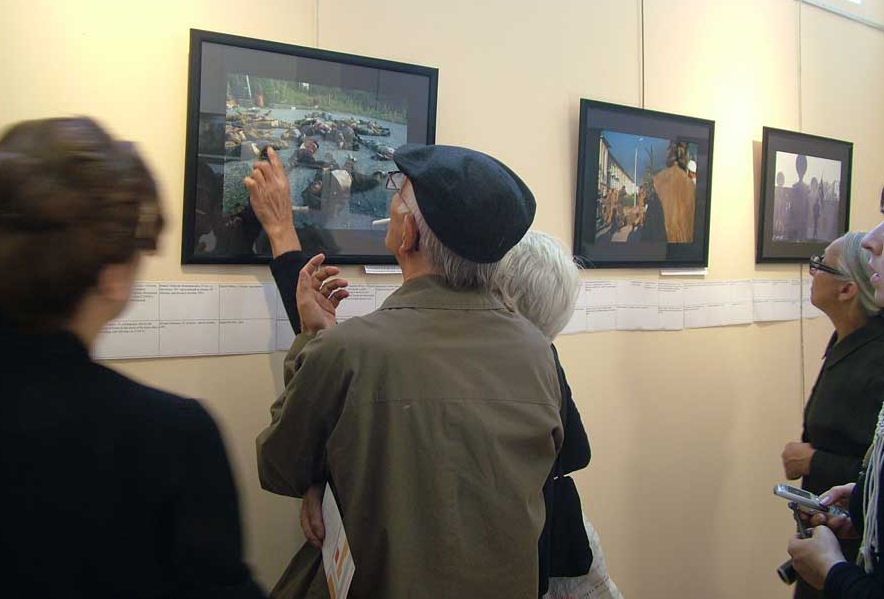
2005年在第比利斯举行的阿布哈兹种族清洗12周年纪念活动。画廊的一位参观者认出了照片上她死去的儿子

大约25万人（主要是格鲁吉亚人）因为战争被迫离开阿布哈兹。1994年9月，几份报告表明阿布哈兹人和亚美尼亚人之间又发生了冲突。CMPC中的大部分车臣武装分子后来离开阿布哈兹回到車臣参加車臣与俄罗斯之間的第一次車臣戰爭。
针对格鲁吉亚人的种族灭绝行动先后于1994年布达佩斯、1996年伊斯坦堡和1997年里斯本召开的歐洲安全與合作組織峰会上被官方证实；该组织针对该战争期间的“罪犯”表示强烈谴责。2008年5月15日，联合国大会以14票支持、11票反对、105票弃权的投票结果通过了A/RES/62/249号决议草案，決議在强调保障难民基本人权的重要性的同时，也将这一战争期间格鲁吉亚人遭遇的一系列暴行定性为种族清洗，并号召所有成员国要通過各自的司法機構阻止各自的国民可能对格鲁吉亚及阿布哈兹的难民做出的非人道主义行為。

原本居住于奧恰姆奇拉的莱拉·格雷提亚尼曾经被阿布哈兹分裂势力逮捕入獄。在后来俄罗斯电影导演安德烈·涅克拉索夫采访她时，她曾对当时的遭遇回忆道：
我15年前住在阿布哈兹的奧恰姆奇拉。1993年9月16日，阿布哈兹人对我们的村落实施了突袭。在枪林弹雨之中，几乎很难找到能够藏身的地方……俄罗斯哥萨克人很快向我走来，随后对我拳打脚踢。其中一个哥萨克人问我，我之前有没有和哥萨克人发生过性关系。随后，他紧紧抓着我，想要非礼我；我拼命的反抗，随后他用力将我的头摁在地上，再开始用AK-47的枪把打我。在全身都受到伤害之后，他们高喊：“我们会一点一点、不急不忙地送你上天！”随后拉着我去了关押格鲁吉亚人的阿布哈兹学校。那里被关押的不只是妇女，还有小孩和男人；有的妇女甚至已有身孕。哥萨克人定期会来这巡视，时而带走几个年轻的姑娘和10到14岁的小孩，随后将其强暴。甚至有一名女孩虽只有8岁，但三番五次地受到哥萨克人的侵害。我甚至難以理解，她在遭受如此多的強暴之后是如何活下来的。很抱歉，为了保护她的身份，我在这里不能透露她的名字……在这之后，这些哥萨克人开始着眼于年龄稍大一些的女性了；他们甚至最后选择了已步入中老年的女士们……哦天呐，我已经不敢再想下去了。太可怕了。

### 俄罗斯在冲突中的作用

俄罗斯空军军旗

尽管俄罗斯在阿布哈兹战争期间宣布保持中立，但俄罗斯军方和政界人士仍然以各种方式卷入了这场冲突。俄罗斯的武器是冲突双方的主要武器来源，俄羅斯的武器通過非官方途徑被出售给阿布哈兹和格鲁吉亚。
格鲁吉亚所用的武器基本都来自俄罗斯，其中包括战术坦克、武装运输机等重型武器；先前，俄方与格鲁吉亚曾就这一援助达成过协议。与此同时，于1992年9月22日进入格鲁吉亚的阿哈尔齐赫装甲师的武器也有一部分来自俄罗斯在阿哈爾卡拉基的军事基地。在数次战役之后，俄方也宣布将会採取各種手段保卫自己的基地。
战争爆发后，阿布哈兹官方也向苏呼米派遣了来自俄罗斯波罗的海一带的空降兵。俄罗斯历史学者斯维拉纳·米哈伊洛夫娜·切尔冯娜娅指出，战争期间有一部分俄罗斯安全防卫人员以“游客”的身份來到阿布哈兹。
另有俄罗斯学者指出，阿布哈兹军队在战争全面爆发后接受了由俄军第643地对空导弹步兵团提供的武器；后者也向阿布哈兹军队提供了位於古达乌塔的一座军事设施。除此之外，俄罗斯时任副总统亚历山大·弗拉基米罗维奇·鲁茨科伊和车臣共和国时任发言人鲁斯兰·伊姆拉诺维奇·哈斯布拉托夫也对阿尔津巴表达支持。
武装冲突爆发后，阿布哈兹分离主义准军事部队及其政治支持者逃往古达乌塔，并从那里获得了大量军事和财政援助。在古达乌塔，俄罗斯训练了阿布哈兹准军事部队，并为阿布哈兹分离主义分子的领导人弗拉迪斯拉夫·阿尔津巴提供保护。俄罗斯军方的腐败也促成了俄罗斯武器外流至双方。
从战争一开始，前苏联加盟国们就呼吁双方进行谈判，并促成了几次停火，但大部分行动最终都被证明是无效的（阿布哈兹一方违反了先前的停火协议，发动了苏呼米攻势）。另一方面，俄罗斯军队在1992年夏季格鲁吉亚攻势期间为撤退的阿布哈兹军队提供保护。1992年11月，俄罗斯空军对阿布哈兹境内主要由格鲁吉亚人居住的村庄和城镇进行了猛烈空袭。作为回应，格鲁吉亚国防部首次公开指责俄罗斯准备在阿布哈兹对格鲁吉亚发动战争。之後格鲁吉亚对俄罗斯和阿布哈兹控制下的地区发动反击，這反而又遭到了俄罗斯军队的报复。
在10月27日格鲁吉亚军队击落一架俄罗斯Mi-8直升機（据称载有人道主义援助物资）并引发俄罗斯军队的报复后，前苏联国家们的态度开始进一步向阿布哈兹倾斜。1992年12月14日，俄罗斯军方一架从特克瓦尔切利起飛用來撤离人员的军用直升机被擊落，造成52至64人死亡（其中包括25名儿童）。尽管格鲁吉亚当局否认是自己所為，但许多人认为这架直升机是被格鲁吉亚军队击落的。 12月16日，格鲁吉亚政府要求俄罗斯通过其他路线从阿布哈兹撤离国民，同时限制俄罗斯空军從古達烏塔當地軍事基地起飞的飞机数量。正是因为格鲁吉亚的这一举措，“战争中的恶意行為进一步增加，同时俄军也更倾向于支持阿布哈兹”。而在特克瓦尔切利市被格鲁吉亚军队包围後，其居民（主要是阿布哈兹人、格鲁吉亚人和俄罗斯人）因此也受到了严重的人道主义威胁。俄方开始派遣军用直升机为特克瓦尔切利提供食物和药品，同时动员受过其训练的士兵保卫这座城市。
人权观察指出：“尽管俄罗斯政府在战争中宣称自己中立，但俄罗斯民族主义者，从未对格鲁吉亚人产生好感，他们至少在12月之前就向阿布哈兹倾斜。”在此期间，阿布哈兹方面获得了大量装甲、坦克（T-72 和 T-80）和重型火炮。 问题是俄羅斯當局是否發佈過将武器转移到阿布哈兹一方的具体命令，如果有，很好奇这些命令是由谁发出的。此外俄罗斯边防部队允许沙米尔·巴萨耶夫率领的车臣士兵进入阿布哈兹，而且也没有采取任何措施阻止他们抵达冲突地区。作为阿布哈兹武装力量的主要领导，分裂势力的防御部长萨尔丹·索斯纳利耶夫正是来自俄罗斯卡巴爾達-巴爾卡爾共和國的一名军官。
1993年俄罗斯支持阿布哈兹最明显的例子是俄罗斯战斗轰炸机轰炸苏呼米。俄罗斯国防部长帕维尔格拉切夫一直否认这一点，但在格鲁吉亚成功击落一架苏-27战斗机战斗轰炸机且联合国专家确定死去的飞行员是俄罗斯人之后，这变得无可辩驳。俄罗斯将军格拉乔夫声称，格鲁吉亚方面将飞机涂成类似于俄罗斯空军的飞机并轰炸了自己的阵地，在埃舍拉和苏呼米杀死了数百名自己的人。这一声明引起了格鲁吉亚人对俄罗斯方面的愤怒和蔑视。

目睹俄罗斯轰炸苏呼米的俄罗斯记者德米特里·霍洛多夫（Dmitry Kholodov）撰写了几篇报道，详细描述了当地发生的人道主义灾难：
俄国人针对苏呼米地区的炮击是这场战争中最令人发指的罪行。所有的苏呼米居民都清晰的记得第一轮炮击时当地的场景；那天是1992年12月2日。第一颗炮弹落在了和平大街上；那个地方当时全是百姓。第二颗则落到了镇里的商场里，相当精准；同样，当时那里也人满为患。单那一天就有整整18人因此丧命。
除此之外，霍洛多夫对俄罗斯志愿军对格鲁吉亚发起的攻势也有描述：
俄国人也参与了战争。我们经常听格鲁吉亚的防守部队提到俄国人的进攻手段——相当的血腥。他们无不戴着头盔，紧紧套着防弹衣，就连腿部都有防护措施。他们低头冲锋，仿佛一群时刻准备大开杀戒的冷血机器，对他们开枪也根本毫无用处。他们的身后跟着一大群阿布哈兹士兵。双方基本都没有使用过坦克。
2月25日，格鲁吉亚议会向联合国、欧洲理事会和俄罗斯联邦最高苏维埃发出呼吁，要求俄罗斯军队从阿布哈兹撤出，并称俄罗斯对格鲁吉亚发动了“未宣之战”。
格鲁吉亚议会于1993年4月28日通过了另一项决议，公开指责俄罗斯在政治上助长了对格鲁吉亚人的种族清洗和种族灭绝。
俄罗斯内部在1993年9月苏呼米地区的最后一轮交火后表现的态度与政策也并不一致。俄罗斯官方对阿布哈兹发起的进攻表达了强烈谴责，要求阿布哈兹军队停止与格鲁吉亚的交火並且不要在格鲁吉亚搞种族灭绝。同时，俄方也对阿布哈兹单方面撕毁停火协议表达强烈谴责。然而与此同时，俄罗斯政府也对格鲁吉亚方面战时拒绝谈判的态度表达了抗议。人权报告对此评论道：“这真是很奇怪的事情；俄罗斯政府的态度就像他们的军队出现在阿布哈兹地区一样令人意外。其實如此大规模而且同时向三个不同的方向发起的进攻必然需要在事前興師動眾調動部队並且補充补给。”除此之外，俄军虽然驻扎于格鲁吉亚与阿布哈兹的边境地区，但当阿布哈兹发起攻势时，他们并没有进行任何阻拦。阿布哈兹的武器也基本都存放在後方，但当冲突再起时俄军又将其送回了阿布哈兹。阿布哈兹的三位哥萨克人领导普斯科、米哈伊尔·瓦西里耶夫和瓦勒里·格罗波洛科也在1993年至1994年的一系列冲突中阵亡，具体原因至今仍未查明。
1993年10月4日出售的時代雜誌称，格鲁吉亚人认为俄罗斯军方一开始即向阿布哈兹分裂主义分子提供了枪支和弹药，甚至提供了一部分包括BM-21火箭炮和Su-25攻擊機在内的高端武器及一部分军事人才。

#### 人道主义行动
冲突开始时（1992年8月），俄罗斯利用黑海舰队和俄罗斯空军从阿布哈兹撤离了大量人员，并开始向双方提供人道主义援助，同时签署了多项关于交换战俘的协议。俄罗斯的人道主义工作集中在被格鲁吉亚军队包围的俄罗斯族城市特克瓦爾切利。由于通往当地的山路上埋了地雷，俄罗斯使用直升机作为唯一可靠的交通工具。在阿布哈兹占领加格拉（1992年10月）和苏呼米（1993年9月）之后，俄罗斯海军还疏散了数万名格鲁吉亚平民。

## 结果
格鲁吉亚实际上失去了对阿布哈兹的控制，阿布哈兹成为事实上的独立國家。俄罗斯和阿布哈兹之间的关系在1990年代后期有所改善，並且也解除了对阿布哈兹的经济封锁。俄罗斯还通过了一項法律，允许其他国家加入俄罗斯联邦。
冲突结束后的五年里，阿布哈兹一直处于喬治亞和俄罗斯的实际经济封锁之下。然而，随后（特别是在弗拉基米尔·普京上台后），俄罗斯违背了独联体首脑会议禁止与阿布哈兹共和国进行任何接触的决定，开始逐步恢复与阿布哈兹的经济和交通联系。俄罗斯当局声称，俄罗斯和阿布哈兹之间的所有接触都是在私人、非国家层面进行的。

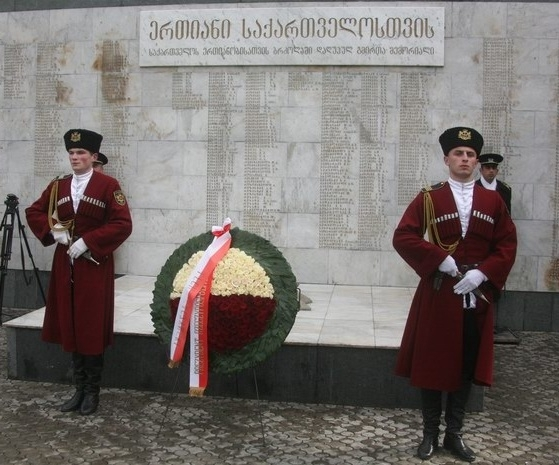
第比利斯的“为格鲁吉亚领土完整而战的英雄纪念碑”

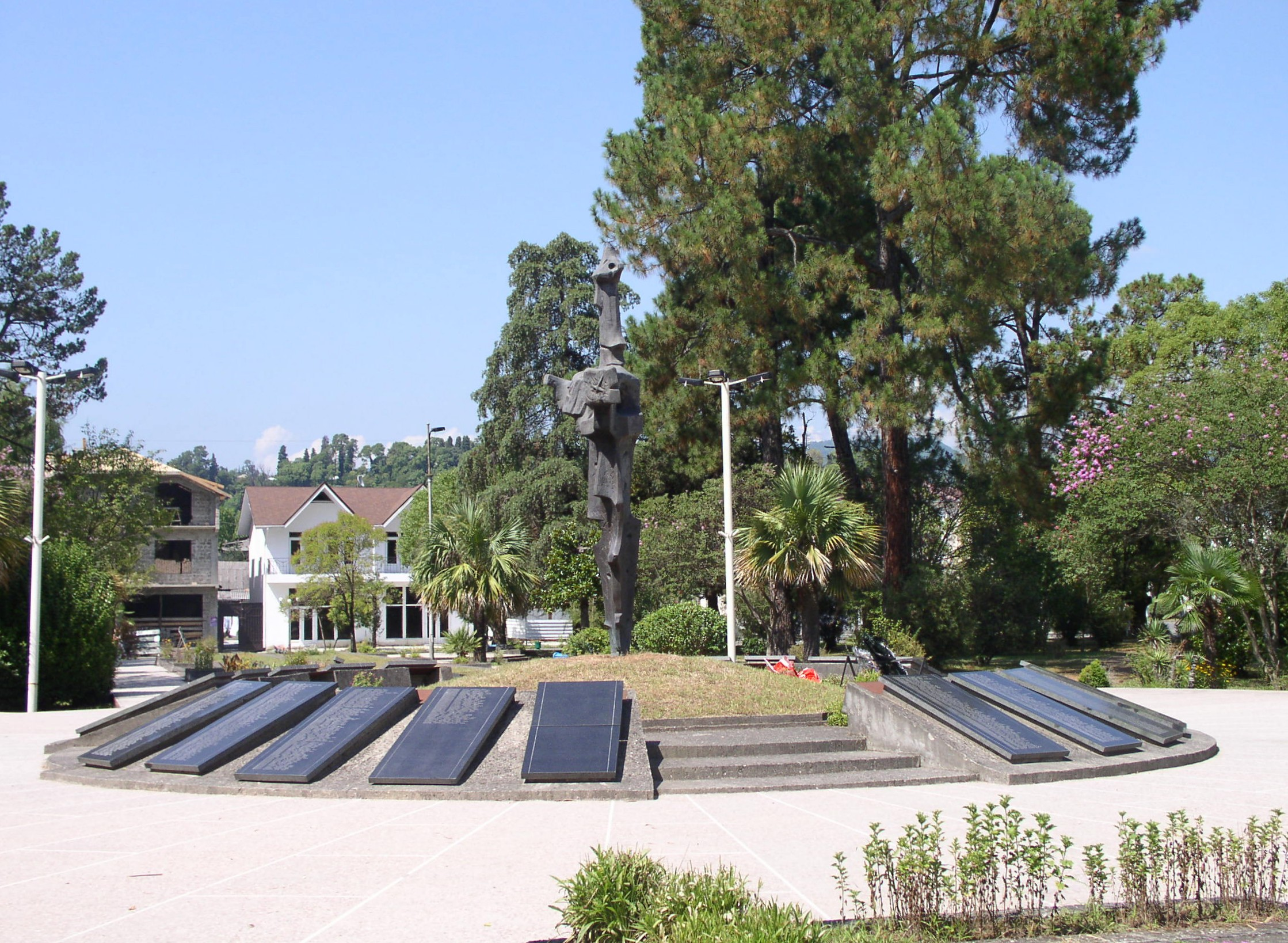
苏呼米的“光荣巷”纪念碑上刻有阿布哈兹军队及其在战争中阵亡的盟友的名字

喬治亞声称俄罗斯军队和情报部门是導致喬治亞戰敗的罪魁禍首，并将这场冲突视为俄罗斯试图恢复其在后苏联地区影响力的舉動。
战争结束后，俄罗斯外长安德烈·科济列夫在联合国大会上说：“我们意识到，没有任何国际组织或国家集团可以取代我们在后苏联國家中的维和作用。”
一些国家的媒体与议会就喬治亞与阿布哈兹的此次冲突表达了不同看法。政治分析家和独立记者列昂尼德·拉齐霍夫斯基（Leonid Radzikhovsky）認為，俄羅斯不應获得新领土，并将俄罗斯对外国分裂分子的支持比作在房子里向邻居扔石头。

牛津大学教授S.N. 麦克法雷 (S.N. MacFarlane)就俄方在阿布哈兹起到的调解作用方面如是评价：
“值得一提的是，俄方领导人显然对外部國家調解後蘇聯國家的衝突感到不安。；正如一组有影响力的俄罗斯外交政策评论员和决策者在1996年5月所说的那样，在前苏联的领土上看到非独联体国家参与调解与维和绝对不符合俄罗斯的利益。

“俄罗斯是所有独联体国家中野心最明显的國家。俄罗斯对邻国的政策主要可以体现在其正在努力恢复对前苏联國家的控制、增强俄罗斯军队在境外的军事影响力等方面。从俄罗斯关于里海和中亚能源开发的政策来看，它想施加的影響力已不局限於政治和安全两方面，該國試圖甚至希望在经济领域影響前蘇聯國家。”
2006年8月28日，当时访问喬治亞首都第比利斯的参议员美國理查德·卢格与格鲁吉亚政界人士一道批评俄罗斯维和行动，称“美国政府支持喬治亞政府坚持要求俄罗斯维和人员从阿布哈兹和茨欣瓦利撤出的做法。”
2008年8月26日，俄罗斯正式承认阿布哈兹独立，并与其建交。

### 冲突调解
战争期间，和平调解首先由俄罗斯进行，其次由联合国进行。1993年起，联合国、俄罗斯和当时的喬治亞之友小组（由俄罗斯、美国、法国、德国和英国组成）不斷要求交戰雙方和平解决衝突。1993年12月，喬治亞和阿布哈兹领导人在联合国的主持以及俄罗斯居中調停下签署了正式停火协议。1994年4月4日，《关于政治解决喬治亞-阿布哈兹冲突的措施宣言》在莫斯科签署。 1994年5月14日，莫斯科同意在喬治亞和阿布哈茲邊境部署一支以俄罗斯维和部队为主的独联体部队。1994年6月，仅由俄罗斯士兵组成的独联体维和部队沿两国边界部署。联合国特派团（联格观察团）也抵达。 然而，这些并不能阻止在接下来的几年里阿布哈兹对喬治亞人的进一步暴行（喬治亞政府在战后表示大约1,500名喬治亞人死亡）。1994年9月14日，阿布哈兹人领导在当地电视台發表講話，要求所有喬治亞族人在9月27日（苏呼米沦陷周年纪念日）之前离开该地区。 1994年11月30日，阿布哈兹颁布新宪法，正式宣布独立。但此時尚未没有得到任何一个外国政府的承认。1994年12月15日，美国国务院谴责阿布哈兹宣布独立的行为。1995年3月21日，联合国难民事务高级专员指控阿布哈兹民兵在加利区折磨和杀害数十名返回的格鲁吉亚族难民。尽管俄罗斯和独联体在1995年对阿布哈兹实施了官方经济制裁（俄罗斯在1997年基本结束经济制裁），但阿布哈兹一直得到俄罗斯的军事和经济支持。

#### 联合国介入
联合国喬治亞观察团（联格观察团）成立于1993年，负责监督停火，后来扩大到監督独联体维和部队的行动。欧洲安全组织（欧安组织）和其他国际组织也参与監督事态发展。达成永久和平解决方案的谈判进展甚微，但喬治亞和阿布哈兹政府已同意限制双方军队规模并扩大联格观察团的權力。

## 武器
冲突期间双方主要装备苏制武器，虽然格鲁吉亚军队在战争开始时拥有较多的重型武器，但阿布哈兹军队从俄罗斯获得了许多先进武器，并因此在战争结束时在武器装备方面具有决定性优势，与此同时，格鲁吉亚军队在向在阿布哈兹的部队提供武器和装备上遇到了问题，原因主要是没有外国支持且难以从国外获取武器。
| 类型                | 格鲁吉亚武装部队 | 阿布哈兹和北高加索部队 |
| ------------------- | --- | --- |
| 装甲战车            | T-54/55系列主战坦克， T-55AM2 | T-54/T-55， T-72主戰坦克， T-72主戰坦克 |
| 装甲输送车/步兵战车 | BTR-152， BTR-60， BTR-70， BTR-80， BRDM-2， MT-LB， BMP-1步兵戰車， BMP-2步兵戰車 | BTR-70， BTR-80， BMP-1步兵戰車， BMP-2步兵戰車， BMP-2步兵戰車， BTR-D， BMD-1步兵戰車， BMD-2步兵战车， BRDM-2 |
| 火炮                | D-30 (2A18)榴弹炮， M1955 (D-20)榴弹炮， 2S1自走火炮， 2S3自走火炮， BM-21火箭炮， BM-27飓风火箭炮 | D-30 (2A18)榴弹炮， 2A65榴弹炮， 152毫米2A36火炮， 2S1自走炮， 2S3自走炮， MSTA， 2S9自走迫擊砲， BM-21火箭炮， BM-27飓风火箭炮 |
| 航空器              | Su-25攻擊機， Su-25UB攻擊機， 雅克-52， 安托諾夫An-2 | 米格-29戰鬥機， 苏-27战斗机， Su-25攻擊機， Su-17攻擊機， L-39信天翁， 雅克-52 |
| 直升飞机            | Mi-24雌鹿直升機， Mi-8直升機， Mi-2直升機 | Mi-24雌鹿直升機， Mi-8直升機， Mi-17直昇機， Mi-26直升机， Mi-6直昇機 |
| 防空                | SA-3导弹， S-75导弹， ZU-23-2雙管高射炮， 57毫米С-60高射炮， 9K32 箭-2， 9K34 箭-3 | SA-3导弹， 9K35箭-10， 9K37导弹， 2K22通古斯卡自行高射炮， ZSU-23-4石勒喀河自行高射炮， ZU-23-2雙管高射炮， 57毫米С-60高射炮， 9K32 箭-2， 9K34 箭-3， 9K38針式防空飛彈 |
| 反坦克武器          | RPG-7， RPG-18， RPG-22， SPG-9無後座力炮， 9M14嬰兒式反坦克飛彈 | RPG-7， RPG-16， RPG-18， RPG-22， RPG-26， SPG-9無後座力炮， 9K111反坦克導彈， 9M113反坦克导弹， 9K115-2麦士蒂索人-M反坦克导弹 |
| 步兵武器            | 莫辛-納甘步槍， 卡拉什尼科夫自動步槍， AKM突擊步槍， AK-74突击步枪， PM md. 63突擊步槍， PA md. 86突擊步槍， CQ突擊步槍， RPK， RPK輕機槍， DP輕機槍， PK通用機槍， SVD狙擊步槍， PPSh-41冲锋枪， MP40冲锋枪， TT手槍， 馬卡洛夫手槍， 斯捷奇金自動手槍， M1895柯爾特－白朗寧機槍， F-1手榴弹， RGD-5手榴彈， RPG-43， RKG-3反坦克榴弹， DShK重机枪， NSV机枪 | SKS半自動步槍， 卡拉什尼科夫自動步槍， AKM突擊步槍， AK-74突击步枪， AK-74突击步枪， RPK， RPK輕機槍， RPD輕機槍， PK通用機槍， SVD狙擊步槍， PPSh-41冲锋枪， TT-33， Makarov PM， 斯捷奇金自動手槍， PSM手槍， F-1手榴弹， RGD-5手榴彈， RPG-43， RKG-3反坦克榴弹， DShK重機槍， NSV机枪 |

## 延伸阅读
- Chervonnaia, Svetlana Mikhailovna. Conflict in the Caucasus: Georgia, Abkhazia and the Russian Shadow. Gothic Image Publications, 1994.
- Blair, Heather. Ethnic Conflict as a Tool of Outside Influence: An Examination of Abkhazia and Kosovo., Young Experts' Think Tank (YETT)
- McCallion, Amy. Abkhazian Separatism, Young Experts' Think Tank (YETT)
- Lynch, Dov, The Conflict in Abkhazia: Dilemmas in Russian 'Peacekeeping' Policy. Royal Institute of International Affairs, February 1998.
- MacFarlane, S., N., "On the front lines in the near abroad: the CIS and the OSCE in Georgia' s civil wars", Third World Quarterly, Vol 18, No 3, pp 509– 525, 1997.
- Marshania L., Tragedy of Abkhazia Moscow, 1996
- White Book of Abkhazia. 1992–1993 Documents, Materials, Evidences. Moscow, 1993.